# سيسلرية هوفلرية
سيسلرية هوفلرية (الاسم العلمي:Sesleria heufleriana) هي نوع من النباتات تتبع جنس السيسلرية من الفصيلة النجيلية.